# Josef Michl
Josef Michl (ur. 10 grudnia 1949) – czechosłowacki, następnie czeski kierowca rajdowy i wyścigowy.

## Kariera
W 1975 roku został rajdowym mistrzem Słowacji. Trzynastokrotnie był mistrzem Czechosłowacji w wyścigach samochodów turystycznych (1976–1977, 1982, 1987–1988: wyścigi górskie, 1977–1978, 1981–1983. 1987, 1989: wyścigi płaskie). W latach 1983 oraz 1988–1990 wygrał wyścig Ecce Homo (w gr. A do 1300 cm³). W sezonie 1990 wygrał Puchar Pokoju i Przyjaźni. Po rozpadzie Czechosłowacji ścigał się m.in. BMW 318i i Škodą Octavia. W 2000 roku zdobył mistrzostwo Czech w klasyfikacji samochodów turystycznych.
Za swoje osiągnięcia uzyskał tytuł Mistrza Sportu.
Żonaty, ma córkę i syna.